# Odorrana nanjiangensis
Odorrana nanjiangensis är en groddjursart som beskrevs av Fei, Ye, Xie och Jiang 2007. Odorrana nanjiangensis ingår i släktet Odorrana och familjen egentliga grodor. Inga underarter finns listade i Catalogue of Life.